# بينوس بوينتي
بلدية بنوط أو بينوس بوينتي (بالإسبانية: Pinos Puente) هي بلدية تقع في مقاطعة غرناطة التابعة لمنطقة أندلوسيا جنوب إسبانيا.

## الديموغرافيا
بلغ عدد سكان بلدية بينوس بوينتي 13.314 نسمة عام 2011 (وفقاً للمعهد الوطني الإسباني للإحصاء).
| 13.275 | 13.524 | 13.209 | 13.319 | 13.540 | 13.515 | 13.314 |